# Malalai Joya

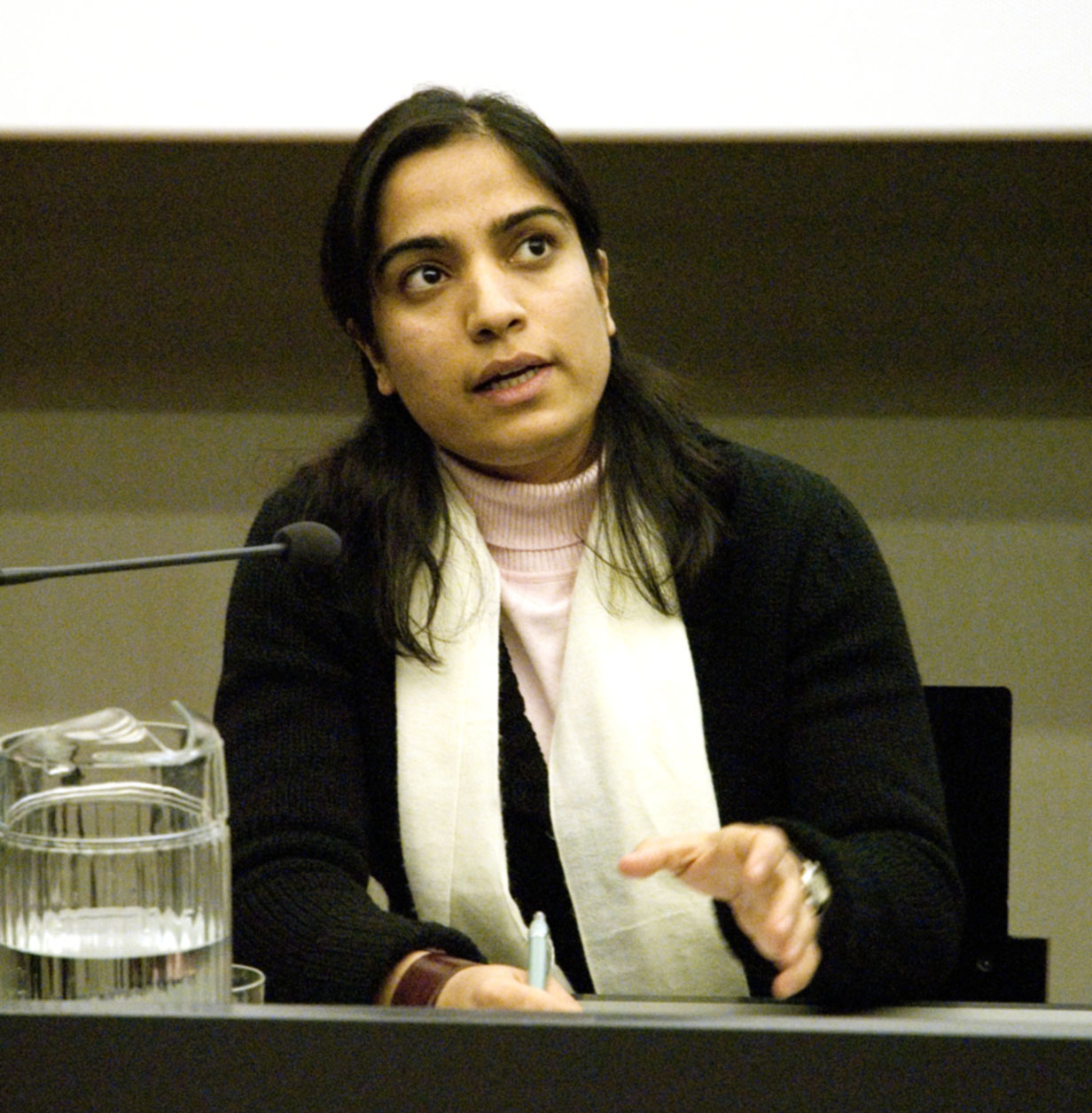
Malalai Joya talar i Finland, november 2007.

Malalai Joya, född 25 april 1978, är en afghansk aktivist, författare och före detta politiker. Malalai Joya blev känd i december 2003, då hon talade mot krigsherrarnas dominans i Afghanistan. Hon var den yngsta medlem av det afghanska parlamentets underhus; loya jirga, åren 2005 till 2007. Hon uteslöts ur parlamentet 21 maj 2007 efter att ha anklagat ledamöter för krigsbrott.